# 莊敏
莊敏（1406年—？），字廷功，福建泉州府晉江縣人，民籍。明朝政治人物。同進士出身。

## 生平
正統六年（1441年）辛酉科福建鄉試第十八名舉人。正統十年（1445年）乙丑科進士，任吏科給事中，論諫務，存大體。景泰二年（1451年）官雷州府知府。

## 家族
曾祖父莊壽甫。祖父莊閏，贈刑部主事。父莊謙才，曾任湖廣布政司參議。